# Gerhard Neuenkirch
Gerhard Neuenkirch (* 9. Juli 1906 in Berlin; † 24. Mai 1990) war ein deutscher Manager und Politiker (SPD).

## Biografie
Gerhard Neuenkirch absolvierte eine Banklehre und dann eine Verwaltungslehre bei der Stadt Berlin. Er gehörte der SPD seit 1926 an. Nach der Machtübernahme der Nationalsozialisten musste er den Staatsdienst verlassen und fand in Hamburg eine Stellung in der Privatwirtschaft.
Er war von 1946 bis 1955 Mitglied der Hamburger Bürgerschaft. Dort amtierte er von 1946 bis 1949 als stellvertretender Fraktionsvorsitzender und 1949 bis 1950 als Fraktionsvorsitzender für seine Partei.
Im Senat Brauer II leitete er ab 1950 als Präses die Arbeitsbehörde und ab 1951 zusätzlich die Sozialbehörde. Nach seinem Ausscheiden aus der Bürgerschaft war er im Management von Genossenschaftsbanken tätig.
1966 erhielt er die Ehrenplakette der Stadt Frankfurt am Main.